# 10914 Tucker
10914 Tucker este un asteroid din centura principală de asteroizi.

## Descriere
10914 Tucker este un asteroid din centura principală de asteroizi. A fost descoperit pe 31 decembrie 1997 la Prescott de Paul G. Comba. Asteroidul prezintă o orbită caracterizată de o semiaxă mare de 3,18 ua, o excentricitate de 0,14 și o înclinație de 0,5° în raport cu ecliptica.